# Raiseborrning
Raiseborrning är en schaktfri borrmetod som inleds med att ett pilothål borras längs ledningslinjen; till exempel genom  hammarborrning eller styrd borrning. Därefter byts borrhuvudet ut mot ett upprymningshuvud med hårdmetallrullar. Upprymningshuvudet har samma diameter som det färdiga hålet ska ha.
Rymmaren kyls med vatten, dras genom berget och lämnar efter sig ett runt, slätt borrhål. Det lossborrade materialet faller antingen ned av sin egen tyngd, eller spolas bort med kylvattnet.
Metoden används mest inom gruvindustrin för att borra vertikala kanaler för exempelvis ventilation mellan två nivåer i gruvan. Här kan det handla om 800 meter långa borrhål med en diameter uppemot 7,1 meter. Vid schaktfri ledningsbyggnad handlar det om att borra kanaler i berg för exempelvis grova avloppsledningar.

## Tekniska data
| Max ledningsdiameter | 2000 mm                                                      |
| Max längd            | 2000 meter                                                   |
| Utrymmesbehov        | Beror på utrustningen                                        |
| Begränsningar        | Löst berg med sprickor måste stabiliseras med förinjektering |